# Summer McIntosh
Summer McIntosh (født 2006) er en canadisk svømmer.
Hun repræsenterede Canada på stafetholdet, der tog fjerdepladsen i 4×200 m fri ved sommer-OL 2020 i Tokyo.
McIntosh repræsenterede sit land ved sommer-OL 2024 i Paris i 400 meter individuel medley, hvor hun vandt guld. Hun deltog i 4×200 meter fri, hvor holdet blev nummer 4 i finalen. Hun deltog også i 4×100 meter medleystafet, hvor holdet blev nummer 4 i finalen.